# قورباغه درختی تاسمانی
قورباغه درختی تاسمانی (نام علمی: Litoria burrowsae) نام یک گونه از سرده قورباغه درختی استرالیایی است.